# 集美学村

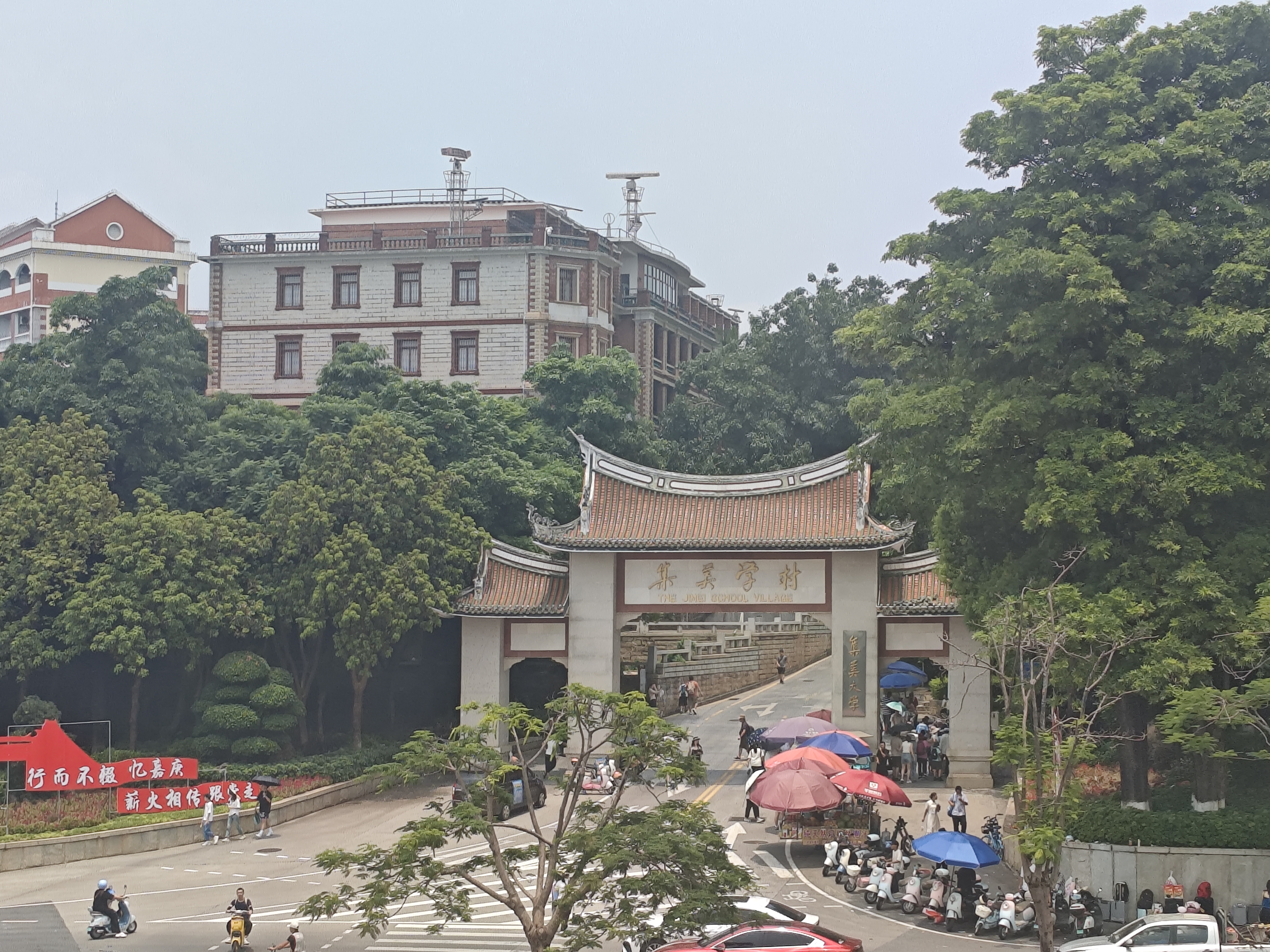
集美学村大门

集美学村位于福建省厦门市集美区，与厦门岛隔海相望。距离厦门岛中心约30分钟车程。

## 历史
1913年，陈嘉庚回乡创办集美学校，即集美学村。并设幼儿园、医院、图书馆、教育推广部，也以集美学校为总称。陈嘉庚亲自规划了中西合璧式的嘉庚建筑，并聘请名师。2006年，国务院公布“集美学村和厦门大学早期建筑”为第六批全国重点文物保护单位。